# المدرسة الوطنية للتجارة والتسيير بوجدة
المدرسة الوطنية للتجارة والتسيير بوجدة (ENCGO) هي إحدى أبرز المدارس العليا في المغرب في مجال التجارة، تأسست في عام 2003 وتقع في وجدة. تعد جزءًا من جامعة محمد الأول بوجدة.

## تاريخي
مشروع إنشاء المدرسة الوطنية للتجارة والتسيير في جامعة محمد الأول وجدة يستند إلى مبادرة لتنمية منطقة الشرق التي ذكرت في خطاب الملك في 18 مارس 2003 في وجدة.
تم تمويل المشروع من قبل فاطنة لمدرسي.

## البنية التحتية التعليمية
تحتوي ENCGO على قاعتي محاضرات (قاعة A وقاعة B)، ومبنيين (الأول يتألف من 2 قاعة محاضرات كبيرة و 4 قاعات للتدريس العملي و 2 قاعة قراءة وقاعة للحواسيب، والثاني يتألف من قاعتين كبيرتين بسعة 100 طالب، ووحدة صحية، ومكتبة تحتوي على 4 قاعات للقراءة ومسجد). تُجرى الأنشطة الرياضية في المجمع الرياضي الواقع خلف المدينة الجامعية في وجدة.

## الأهداف
مدرسة ENCGO هي مؤسسة عامة للتعليم العالي تندرج ضمن إطار فتح الجامعة المغربية نحو البيئة الاجتماعية والاقتصادية المحيطة بها. مهمتها الرئيسية هي تدريب الكوادر العليا في مجالات التجارة والإدارة للتمكن من التحديات التنافسية التي تواجه الشركات المغربية.

## تنظيم الدورة الدراسية
يتم تنظيم الدراسات للحصول على دبلوم المدارس الوطنية للتجارة والتسيير بدرجة "ماجستير" في 10 فصول دراسية على النحو التالي:
- تتوافق الفصول الأربعة الأولى مع التحضير لدراسات الإدارة والأعمال التي تركز على اكتساب المهارات الأساسية (اللغات والتواصل ؛ البيئة الاقتصادية والقانونية للشركة ؛ الثقافة العامة للشركة ؛ التفكير المنطقي ؛ العلوم الإنسانية ؛ ...)
- الفصلان الخامس والسادس عبارة عن فصلين دراسيين لتحديد واختيار التخصصات.
- تشكل الفصول الستة الأولى نواة مشتركة لجميع ENCGs.
- الفصول 7 و 8 و 9 هي فصول تخصصية.
- يخصص الفصل العاشر لمشروع التدريب ونهاية الدراسة

## تكوين
تقدم المدرسة الوطنية للتجارة والتسيير فرصة لحملة البكالوريا العلمية والتقنية والرياضيات (الشعبتين أ و ب) والعلوم التجريبية بتخصصاتها المختلفة، فرصة للحصول على الشهادة الوطنية في التجارة والتسيير. تعتبر هذه الشهادة نتيجة تدريب عالي المستوى في التخصصات الرئيسية لإدارة الأعمال، وتشمل:
- الإدارة المالية والمحاسبية؛
- التدقيق والرقابة الإدارية ؛
- إدارة الموارد البشرية
- التسويق والأعمال التجارية ؛
- الدعاية والاتصالات ؛
- تجارة دولية.
- الخدمات اللوجستية

الفائزون متجهون إلى مهنة مفتوحة لشغل مناصب المسؤولية داخل الشركات والمؤسسات. يتم تفضيل المستوى العالي من التدريب من خلال جودة طرق التدريس والانفتاح الدائم على البيئة الاجتماعية والاقتصادية الوطنية والدولية.

## حياة المجتمع
يوجد في المدرسة أيضًا العديد من الجمعيات الطلابية المرخصة من قبل المؤسسة. : CAS ، CLICK ، ECHO'O ، FREEDOM ، PHEONIX ، Lions ENCGO. . . كما أن لديها مكتب طلابي (BDE) يتكون من طلاب من مدرسة من مختلف المستويات ، ومكتب رياضي.

## المذكرات و المراجع
1. ↑  "Cette femme a construit l'ENCG Oujda!". L'Economiste (بالفرنسية). 28 Nov 2018. Archived from the original on 2022-11-13. Retrieved 2018-12-03.
2. ↑  http://encgo.ump.ma/doc/cahier/CNPN%20ENCG%20FR.pdf نسخة محفوظة 2017-10-10 على موقع واي باك مشين.

## روابط خارجية
- الموقع الرسمي للجامعة
- ENCG-Oujda: دبلومات ، ماجستير وتدريب ماجستير متخصص
- ENCG وجدة

قالب:Palette